# Hamrat Dum
Hamrat Dum – wieś w Egipcie, w muhafazie Kina. W 2006 roku liczyła 1458 mieszkańców.